# Pujals d'en Ràfols
El Pujals d'en Ràfols és una muntanya de 476 metres que es troba al municipi de Subirats, a la comarca de l'Alt Penedès.